# Naciek (medycyna)
Naciek, infiltracja (łac. infiltratio) – wniknięcie lub gromadzenie się komórek nieprawidłowych (nowotworowych) lub prawidłowych, charakterystycznych dla stanu patologii (zapalnych) w struktury sąsiadujących tkanek. Może to być naciek nowotworowy, gdy guz nowotworowy szerzy się do sąsiadujących tkanek, albo naciek zapalny, gdy komórki zapalne rozprzestrzeniają się w obrębie zdrowej albo uszkodzonej tkanki.

Przeczytaj ostrzeżenie dotyczące informacji medycznych i pokrewnych zamieszczonych w Wikipedii.